# Dutch Open 1997 - Qualificazioni singolare
Le qualificazioni del singolare  del Dutch Open 1997 sono state un torneo di tennis preliminare per accedere alla fase finale della manifestazione. I vincitori dell'ultimo turno sono entrati di diritto nel tabellone principale. In caso di ritiro di uno o più giocatori aventi diritto a questi sono subentrati i lucky loser, ossia i giocatori che hanno perso nell'ultimo turno ma che avevano una classifica più alta rispetto agli altri partecipanti che avevano comunque perso nel turno finale.
Le qualificazioni del torneo Dutch Open 1997 prevedevano 32 partecipanti di cui 4 sono entrati nel tabellone principale.

## Teste di serie
1. Nicolás Lapentti (primo turno)
2. Fernando Vicente (Qualificato)
3. Jaime Oncins (primo turno)
4. Frédéric Fontang (secondo turno)

1. Francisco Costa (primo turno)
2. Rogier Wassen (secondo turno)
3. German Puentes-Alcaniz (ultimo turno)
4. Edwin Kempes (secondo turno)

## Qualificati
1. Tom Kempers
2. Fernando Vicente

1. Libor Němeček
2. Grégory Carraz

## Tabellone

### Legenda
| - Q = Qualificato - WC = Wild card - LL = Lucky loser | - ALT = Alternate - SE = Special Exempt - PR = Protected Ranking | - w/o = Walkover - r = Ritirato - d = Squalificato |

### Sezione 1
|  | Primo turno    | Primo turno        | Primo turno        | Primo turno | Primo turno |  |  | Secondo turno  | Secondo turno  | Secondo turno  | Secondo turno | Secondo turno |   |   | Ultimo turno | Ultimo turno | Ultimo turno | Ultimo turno | Ultimo turno |  |
|  |                |                    |                    |             |             |  |  |                |                |                |               |               |   |   |              |              |              |              |              |  |
|  |                | Tom Kempers        | 3                  | 7           | 6           |  |  |                |                |                |               |               |   |   |              |              |              |              |              |  |
|  | 1              | Nicolás Lapentti   | 6                  | 6           | 4           |  |  | Tom Kempers    | Tom Kempers    | Tom Kempers    | 6             | 6             |   |   |              |              |              |              |              |  |
|  | Andrei Rybalko | Andrei Rybalko     | Andrei Rybalko     | 6           | 6           |  |  | Andrei Rybalko | Andrei Rybalko | Andrei Rybalko | 4             | 3             |   |   |              |              |              |              |              |  |
|  | Mark Keil      | Mark Keil          | Mark Keil          | 3           | 4           |  |  |                |                |                |               |               |   |   | Tom Kempers  | Tom Kempers  | 6            | 2            | 6            |  |
|  | Peter Wessels  | Peter Wessels      | 3                  | 6           | 6           |  |  |                |                | Peter Wessels  | Peter Wessels | 3             | 6 | 2 |              |              |              |              |              |  |
|  | Paul Kilderry  | Paul Kilderry      | 6                  | 2           | 3           |  |  |                | Peter Wessels  | 4              | 6             | 6             |   |   |              |              |              |              |              |  |
|  | 8              | Edwin Kempes       | Edwin Kempes       | 7           | 6           |  |  | 8              | Edwin Kempes   | 6              | 3             | 4             |   |   |              |              |              |              |              |  |
|  |                | Sergi Duran-Bernad | Sergi Duran-Bernad | 6           | 3           |  |  |                |                |                |               |               |   |   |              |              |              |              |              |  |

### Sezione 2
|  | Primo turno     | Primo turno            | Primo turno            | Primo turno | Primo turno |  |  | Secondo turno | Secondo turno          | Secondo turno | Secondo turno          | Secondo turno          |   |   | Ultimo turno | Ultimo turno     | Ultimo turno     | Ultimo turno | Ultimo turno |  |
|  |                 |                        |                        |             |             |  |  |               |                        |               |                        |                        |   |   |              |                  |                  |              |              |  |
|  | 2               | Fernando Vicente       | 3                      | 6           | 6           |  |  |               |                        |               |                        |                        |   |   |              |                  |                  |              |              |  |
|  |                 | Andrew Kratzmann       | 6                      | 3           | 4           |  |  | 2             | Fernando Vicente       | 2             | 6                      | 6                      |   |   |              |                  |                  |              |              |  |
|  | Martijn Bok     | Martijn Bok            | Martijn Bok            | 7           | 6           |  |  |               | Martijn Bok            | 6             | 2                      | 2                      |   |   |              |                  |                  |              |              |  |
|  | Rodrigo Cerdera | Rodrigo Cerdera        | Rodrigo Cerdera        | 6           | 2           |  |  |               |                        |               |                        |                        |   |   | 2            | Fernando Vicente | Fernando Vicente | 6            | 6            |  |
|  | Tom Nijssen     | Tom Nijssen            | Tom Nijssen            | 6           | 6           |  |  |               |                        | 7             | German Puentes-Alcaniz | German Puentes-Alcaniz | 1 | 2 |              |                  |                  |              |              |  |
|  | Jack Waite      | Jack Waite             | Jack Waite             | 3           | 4           |  |  |               | Tom Nijssen            | 2             | 6                      | 6                      |   |   |              |                  |                  |              |              |  |
|  | 7               | German Puentes-Alcaniz | German Puentes-Alcaniz | 6           | 6           |  |  | 7             | German Puentes-Alcaniz | 6             | 4                      | 7                      |   |   |              |                  |                  |              |              |  |
|  |                 | Oscar Serrano-Gamez    | Oscar Serrano-Gamez    | 4           | 2           |  |  |               |                        |               |                        |                        |   |   |              |                  |                  |              |              |  |

### Sezione 3
|  | Primo turno                | Primo turno                | Primo turno                | Primo turno | Primo turno |  |  | Secondo turno    | Secondo turno    | Secondo turno  | Secondo turno  | Secondo turno  |   |   | Ultimo turno  | Ultimo turno  | Ultimo turno  | Ultimo turno | Ultimo turno |  |
|  |                            |                            |                            |             |             |  |  |                  |                  |                |                |                |   |   |               |               |               |              |              |  |
|  |                            | Libor Němeček              | 4                          | 7           | 7           |  |  |                  |                  |                |                |                |   |   |               |               |               |              |              |  |
|  | 3                          | Jaime Oncins               | 6                          | 6           | 5           |  |  | Libor Němeček    | Libor Němeček    | 6              | 4              | 6              |   |   |               |               |               |              |              |  |
|  | Stephen Noteboom           | Stephen Noteboom           | Stephen Noteboom           | 6           | 6           |  |  | Stephen Noteboom | Stephen Noteboom | 4              | 6              | 0              |   |   |               |               |               |              |              |  |
|  | Igor Klimantovich          | Igor Klimantovich          | Igor Klimantovich          | 1           | 1           |  |  |                  |                  |                |                |                |   |   | Libor Němeček | Libor Němeček | Libor Němeček | 6            | 6            |  |
|  | Martin Verkerk             | Martin Verkerk             | Martin Verkerk             | 6           | 7           |  |  |                  |                  | Martin Verkerk | Martin Verkerk | Martin Verkerk | 1 | 4 |               |               |               |              |              |  |
|  | Juan-Antonio Saiz-Panadero | Juan-Antonio Saiz-Panadero | Juan-Antonio Saiz-Panadero | 0           | 5           |  |  |                  | Martin Verkerk   | Martin Verkerk | 6              | 7              |   |   |               |               |               |              |              |  |
|  | 6                          | Rogier Wassen              | Rogier Wassen              | 7           | 6           |  |  | 6                | Rogier Wassen    | Rogier Wassen  | 4              | 6              |   |   |               |               |               |              |              |  |
|  |                            | Greg Van Emburgh           | Greg Van Emburgh           | 5           | 1           |  |  |                  |                  |                |                |                |   |   |               |               |               |              |              |  |

### Sezione 4
|  | Primo turno    | Primo turno      | Primo turno      | Primo turno | Primo turno |  |  | Secondo turno  | Secondo turno    | Secondo turno  | Secondo turno | Secondo turno |   |   | Ultimo turno   | Ultimo turno   | Ultimo turno | Ultimo turno | Ultimo turno |  |
|  |                |                  |                  |             |             |  |  |                |                  |                |               |               |   |   |                |                |              |              |              |  |
|  | 4              | Frédéric Fontang | Frédéric Fontang | 6           | 6           |  |  |                |                  |                |               |               |   |   |                |                |              |              |              |  |
|  |                | Bobbie Altelaar  | Bobbie Altelaar  | 4           | 2           |  |  | 4              | Frédéric Fontang | 7              | 6             | 1             |   |   |                |                |              |              |              |  |
|  | Grégory Carraz | Grégory Carraz   | Grégory Carraz   | 7           | 7           |  |  |                | Grégory Carraz   | 5              | 7             | 6             |   |   |                |                |              |              |              |  |
|  | Raemon Sluiter | Raemon Sluiter   | Raemon Sluiter   | 6           | 6           |  |  |                |                  |                |               |               |   |   | Grégory Carraz | Grégory Carraz | 3            | 6            | 6            |  |
|  | Brent Haygarth | Brent Haygarth   | 6                | 3           | 6           |  |  |                |                  | Sander Hommel  | Sander Hommel | 6             | 0 | 2 |                |                |              |              |              |  |
|  | Pablo Albano   | Pablo Albano     | 3                | 6           | 0           |  |  | Brent Haygarth | Brent Haygarth   | Brent Haygarth | 1             | 1             |   |   |                |                |              |              |              |  |
|  |                | Sander Hommel    | 7                | 2           | 7           |  |  | Sander Hommel  | Sander Hommel    | Sander Hommel  | 6             | 6             |   |   |                |                |              |              |              |  |
|  | 5              | Francisco Costa  | 5                | 6           | 5           |  |  |                |                  |                |               |               |   |   |                |                |              |              |              |  |